# Parafia św. Marii Magdaleny w Ożarowie
Parafia św. Marii Magdaleny w Ożarowie – parafia rzymskokatolicka, znajdująca się w archidiecezji częstochowskiej, w dekanacie Mokrsko.